# Lodève

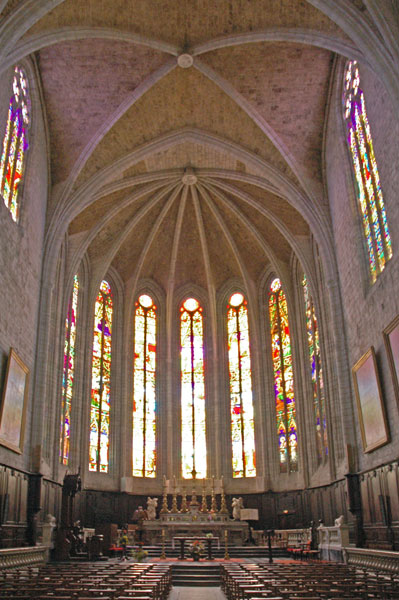
Vidrieras del coro de la Catedral de Saint Fulcran de Lodève.

Lodève en francés, Lodeva en occitano, es una localidad francesa situada al norte del departamento de Hérault, en la región de Occitania. 
Fue sede de un obispado, un condado y un vizcondado, en el núcleo antiguo de la ciudad se encuentra la catedral de Saint Fulcran.

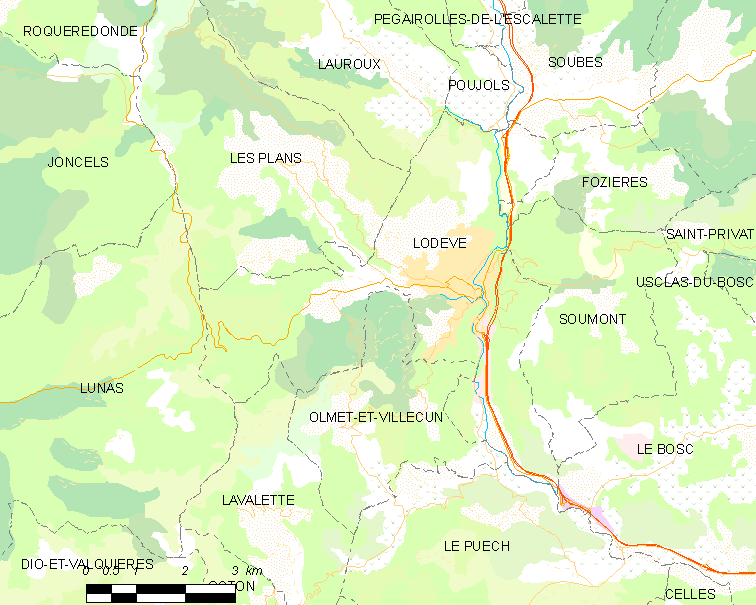
Mapa

## Demografía
| 6869 | 7556 | 7910 | 8378 | 7602 | 6900 | 7381 |
| Para los censos de 1962 a 1999 la población legal corresponde a la población sin duplicidades (Fuente: INSEE [Consultar]) |      |      |      |      |      |      |